# 자코비 월터

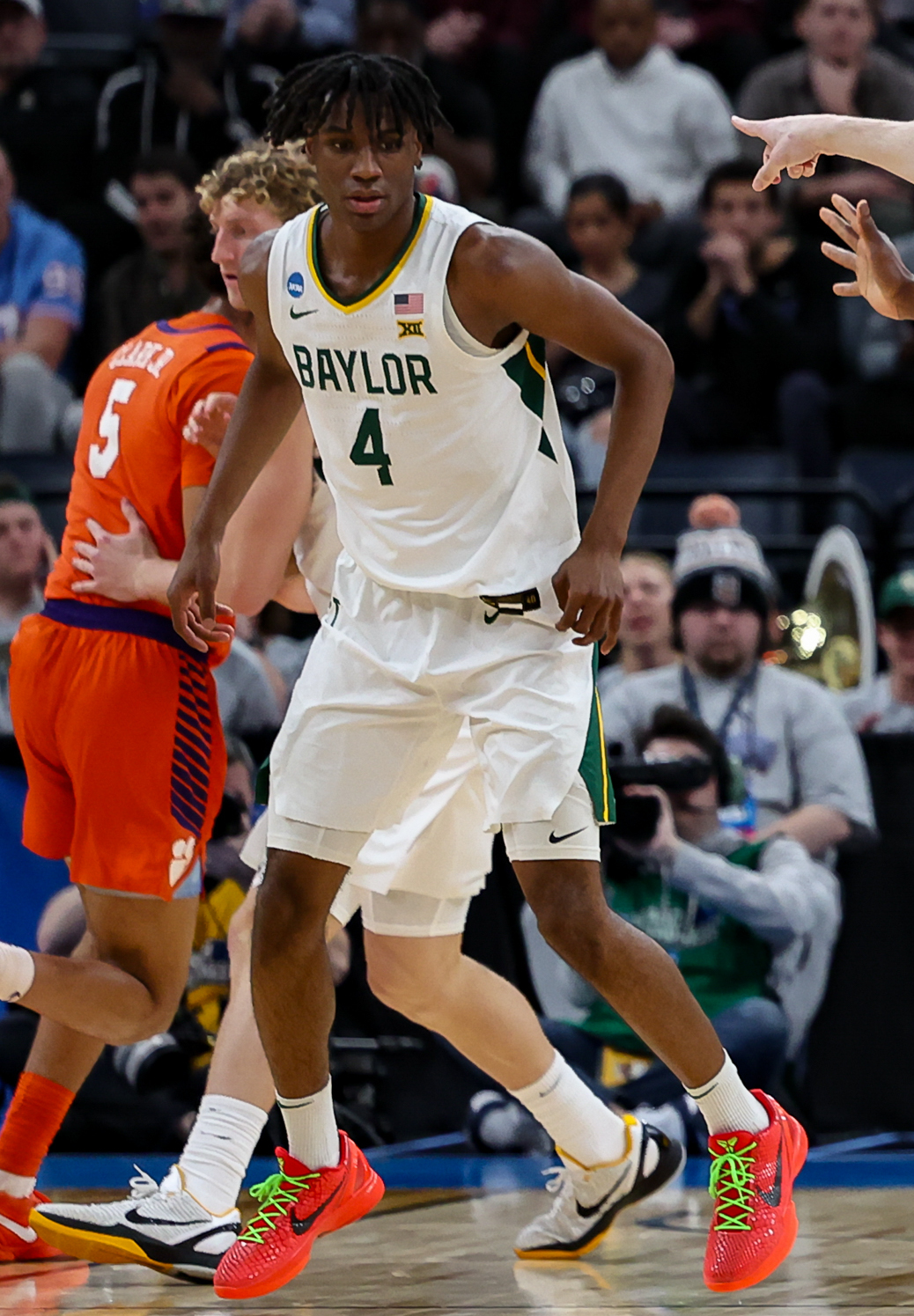

자코비 월터(Ja'Kobe Walter, 본명: Ja'Kobe Amare Walter, 2004년 9월 4일 ~ )는 전미 농구 협회(NBA) 토론토 랩터스의 농구 선수이다. 베일러 베어스(Baylor Bears)에서 대학 농구를 했다. 합의된 5성급 신인 선수이자 2023년 클래스 최고의 선수 중 한 명이었다.

## 프로 경력

### 토론토 랩터스 (2024년~현재)
2024년 6월 26일 월터는 2024년 NBA 드래프트에서 토론토 랩터스의 전체 19순위로 선정되었고 7월 4일에 토론토 랩터스와 계약했다.